# 犬吠駅

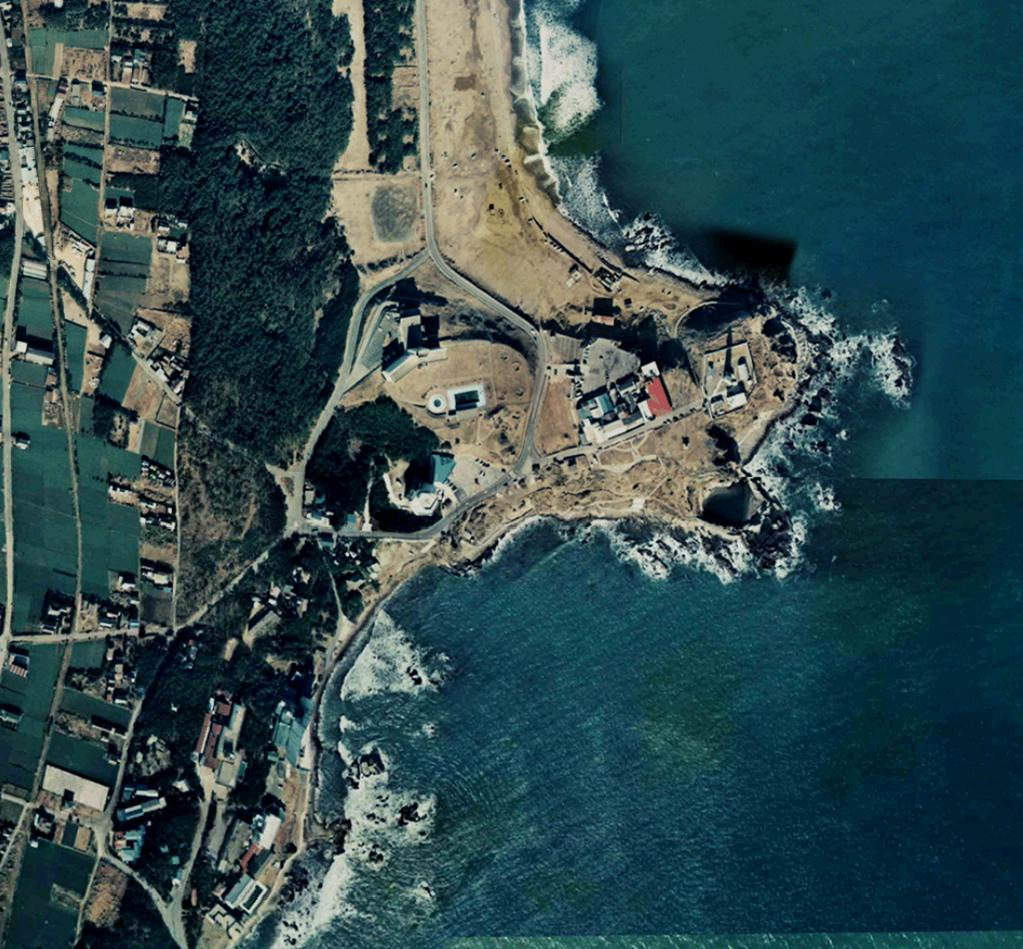
当駅から犬吠埼付近の空中写真

犬吠駅（いぬぼうえき）は、千葉県銚子市犬吠埼にある、銚子電気鉄道銚子電気鉄道線の駅である。駅番号はCD09。関東の駅百選に選定されている。

## 歴史
2023年12月16日まで、バンダイナムコエンターテインメントが命名権を取得しており、最高だぜ！銚子！アイドルマスター SideMを冠した愛称としている。アイドルマスターSideMのコンセプトである「理由（わけ）あってアイドル！」と、銚子電鉄の「理由あって自転車操業！」で思想が一致、コラボレーションに至ったのが理由である。2022年12月16日までは沖縄ツーリストが命名権を取得しており、OTS沖縄ツーリスト犬吠埼温泉だったが契約を満了した。沖縄ツーリストのキャッチコピーであるワンツースマイル（One Two Smile）の略称「OTS」を犬吠の駅名の一文字である「犬」の鳴き声（ワン）との語呂合わせ、現地観光名所の犬吠埼温泉と掛け合わせていた。
かつては廃車になったデハ501と元相模鉄道モニ2022の2両が駅前広場に置かれ、電車の車体を利用したNPO運営の福祉喫茶「電車レストランかふぇ・ど・えがお」が営業されていたが、老朽化・塩害による車体の腐食のため、2012年（平成24年）7月下旬に解体処分された。

### 年表
- 1935年（昭和10年）8月14日：燈台前駅として開業。
- 1942年（昭和17年）：犬吠駅に改称。
- 1990年（平成2年）12月：現ポルトガルの宮殿風建築の駅舎落成[4]。
- 1995年（平成7年）9月：ぬれ煎餅の売店が開業。
- 1997年（平成9年）10月14日：「関東の駅百選」第一回選定駅になる。選定理由は「ヨーロッパスタイルの白壁と絵タイルが美しい駅」。
- 2007年（平成19年）8月4日：「貧乏がイヌ」像が駅前広場に設置される[5]。
- 2012年（平成24年）7月下旬：駅前広場にあったデハ501と元相模鉄道モニ2022の廃車体が老朽化・塩害による車体の腐食のため解体される。
- 2013年（平成25年）：駅舎が老朽化したためリフォーム工事される。
- 2017年（平成29年）6月24日：観音駅にあったたい焼き屋が移転営業開始（経営媒体は別の会社）
- 2021年（令和3年）2月10日：駅構内の事務室から現金約2,400円が盗まれているのが発見される[6]。

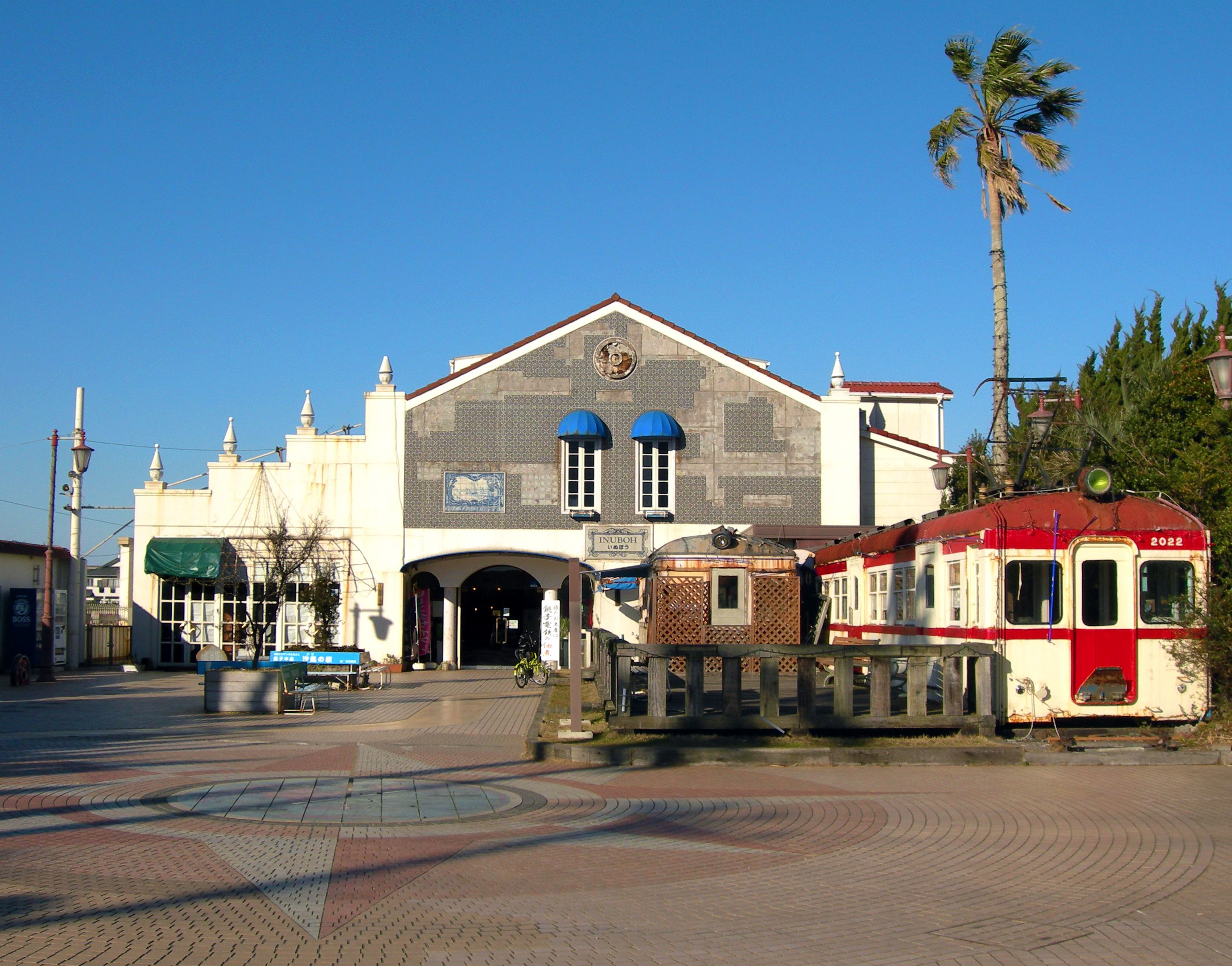
改装前の駅舎と駅前（2011年1月）
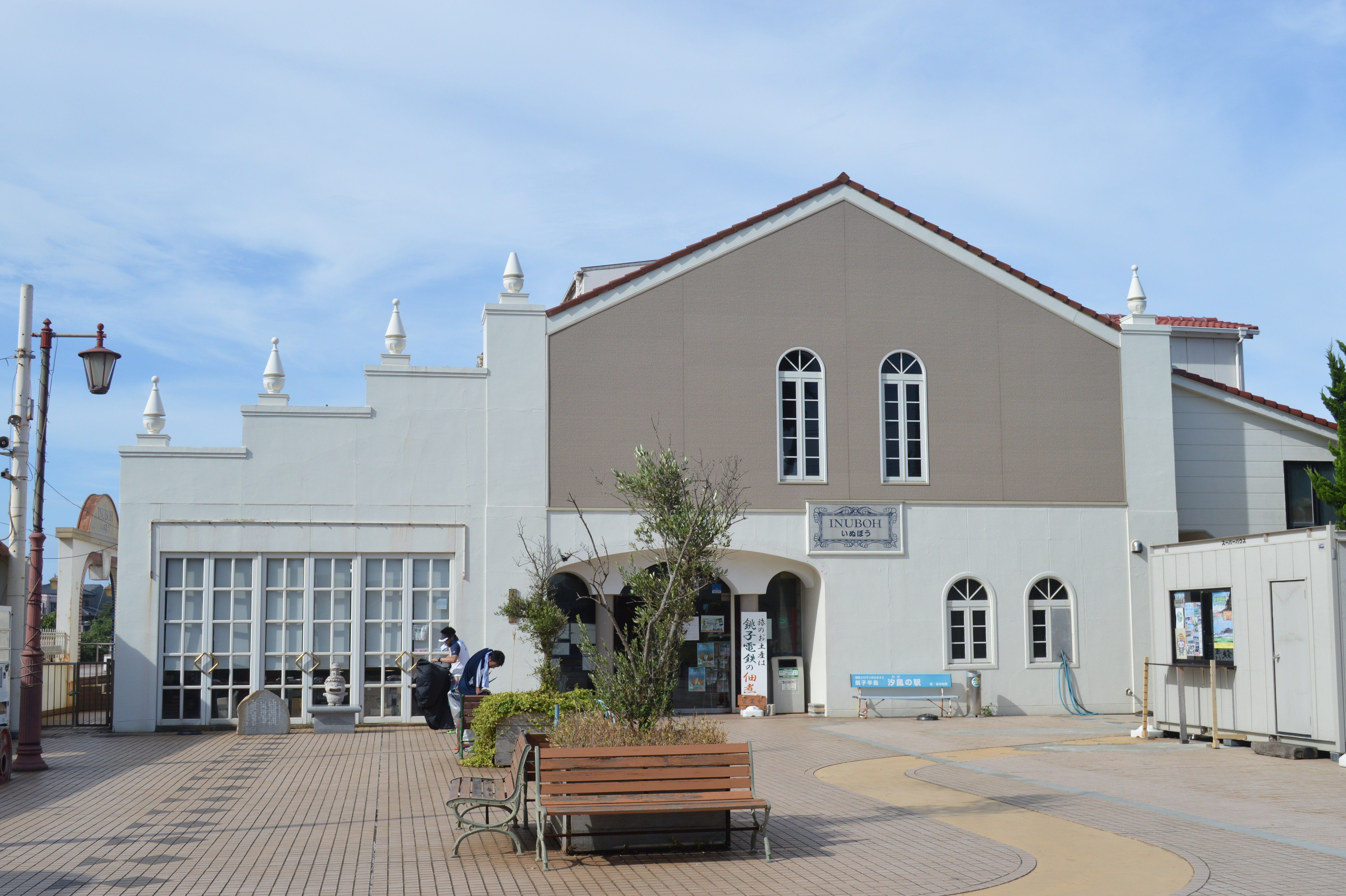
改装後の駅舎正面（2013年9月）
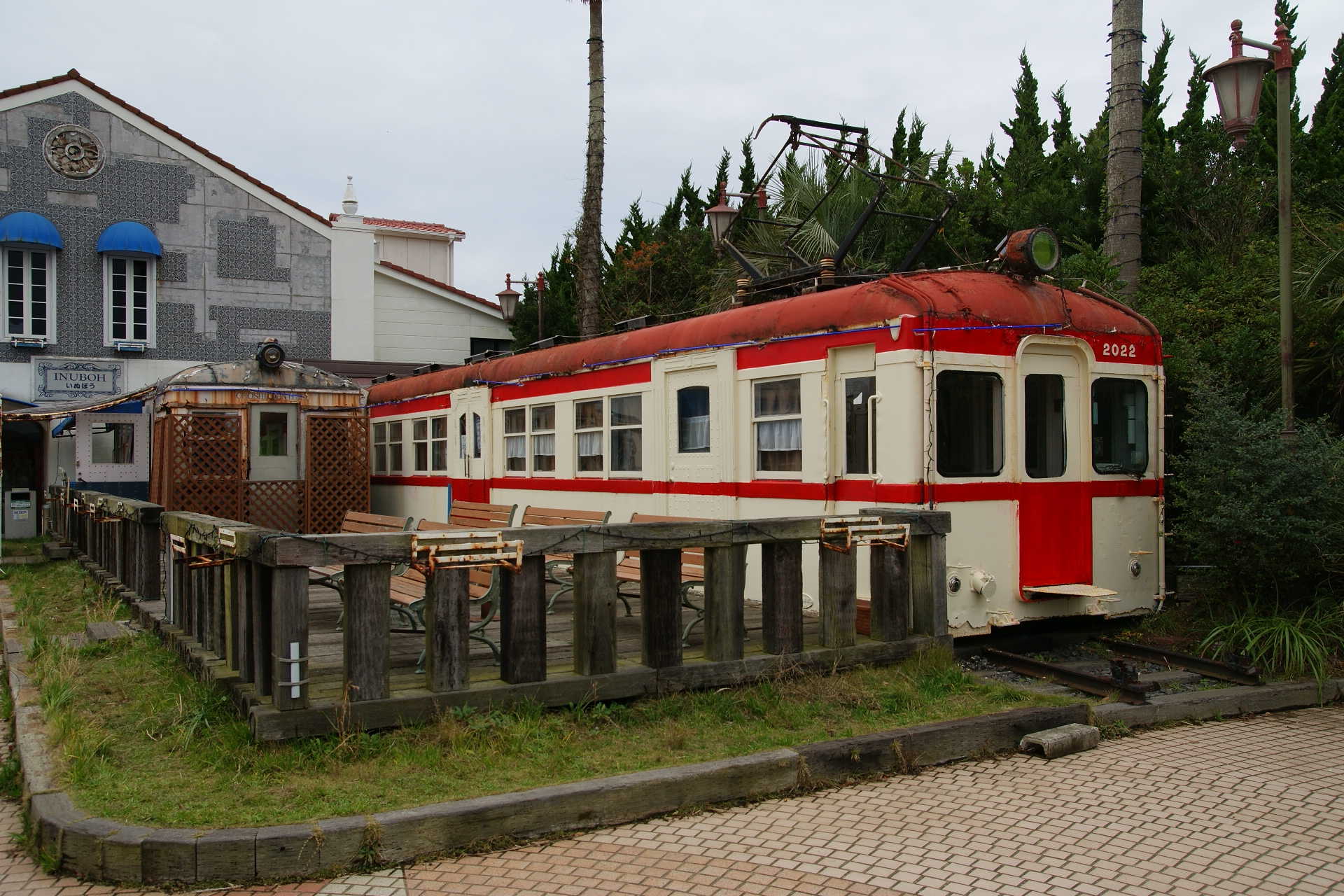
電車レストランかふぇ・ど・えがお（2009年11月）
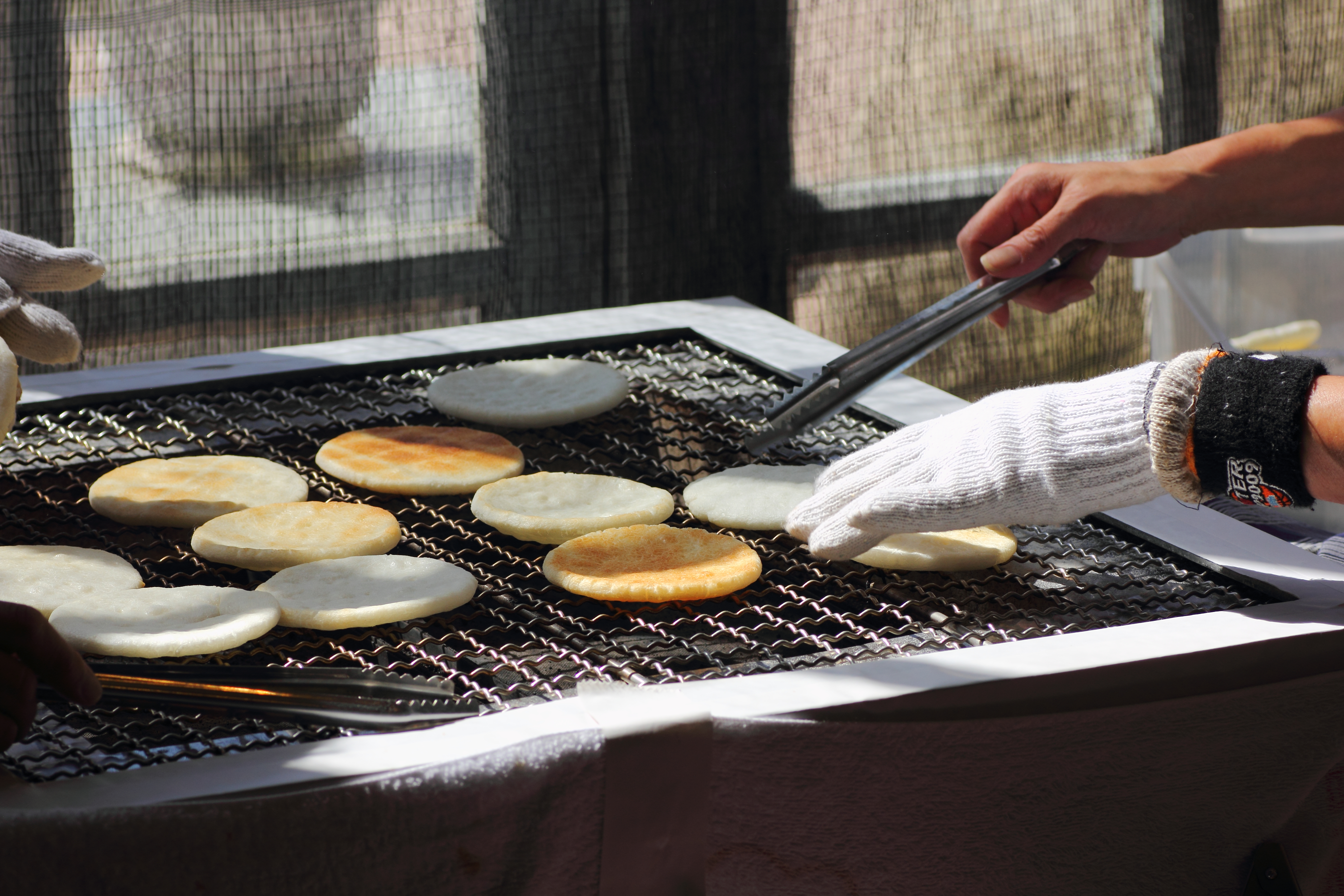
ぬれせんべいの実演販売（2011年9月）

## 駅構造
単式ホーム1面1線の地上駅。駅員配置駅（早朝・夜間は無人）。ホーム上と駅舎内に自動販売機、コインロッカー、水洗トイレ（男女別、多目的トイレ併設）あり。駅前に8台分の駐車場設置。
付記事項
- かつて当駅近所に県営の採石場があったが、産業構造の変化で1968年、こちらでの採石が停止となり、銚子電鉄線での採石輸送も終わり、銚子電鉄は経営に大きな痛手を受けた[7]。
- 大晦日から元日にかけて犬吠埼での初日の出参拝客輸送のために運行される終夜運転は、銚子駅から当駅までの運転となっており、この輸送に対応するため、銚子電気鉄道線の他の駅に比べて長めのホームとなっている。また、ホーム外川方には多客期用の臨時改札口が設置されているが、通常は閉鎖されている。
- 周辺の犬吠埼などの観光拠点として利用されていることもあって、駅舎および駅前広場は銚子電気鉄道線の中で最も大きく広く造られており、各種イベントの会場としても利用されている。駅舎内では、銚子電気鉄道の各種鉄道グッズ、記念切符、硬券入場券・乗車券、地元名産品や駅弁などの土産物、たい焼きなどのほか、名物の「銚電のぬれ煎餅」が実演製造・販売され、観光客や鉄道ファンの人気を集めている。
- 駅舎2階には鉄道写真家中井精也の美術館「銚電写真館・中井精也ギャラリー」がある[8]。1999年（平成11年）から2004年（平成16年）まで後藤純男美術館だった後、倉庫にしていたが2014年（平成26年）7月26日にオープンした。
- 白を基調とし、絵タイルの貼られたポルトガルの宮殿風建築の駅はその美しさが評価され、1997年（平成9年）に関東の駅百選の第一回選定26駅の一つに選ばれた。なお、老朽化によるリフォーム工事を2013年（平成25年）頃に実施したため、この絵タイルは駅名標を除き撤去されている。
- 駅前広場にはハドソンのゲーム『桃太郎電鉄』シリーズの協賛企画「しあわせ三像」のうち「貧乏がイヌ(居ぬ)」像がある[5]。また犬吠駅限定で「桃鉄かつおの佃煮」「桃鉄さんまの佃煮」「桃鉄いわしの佃煮」が発売された。

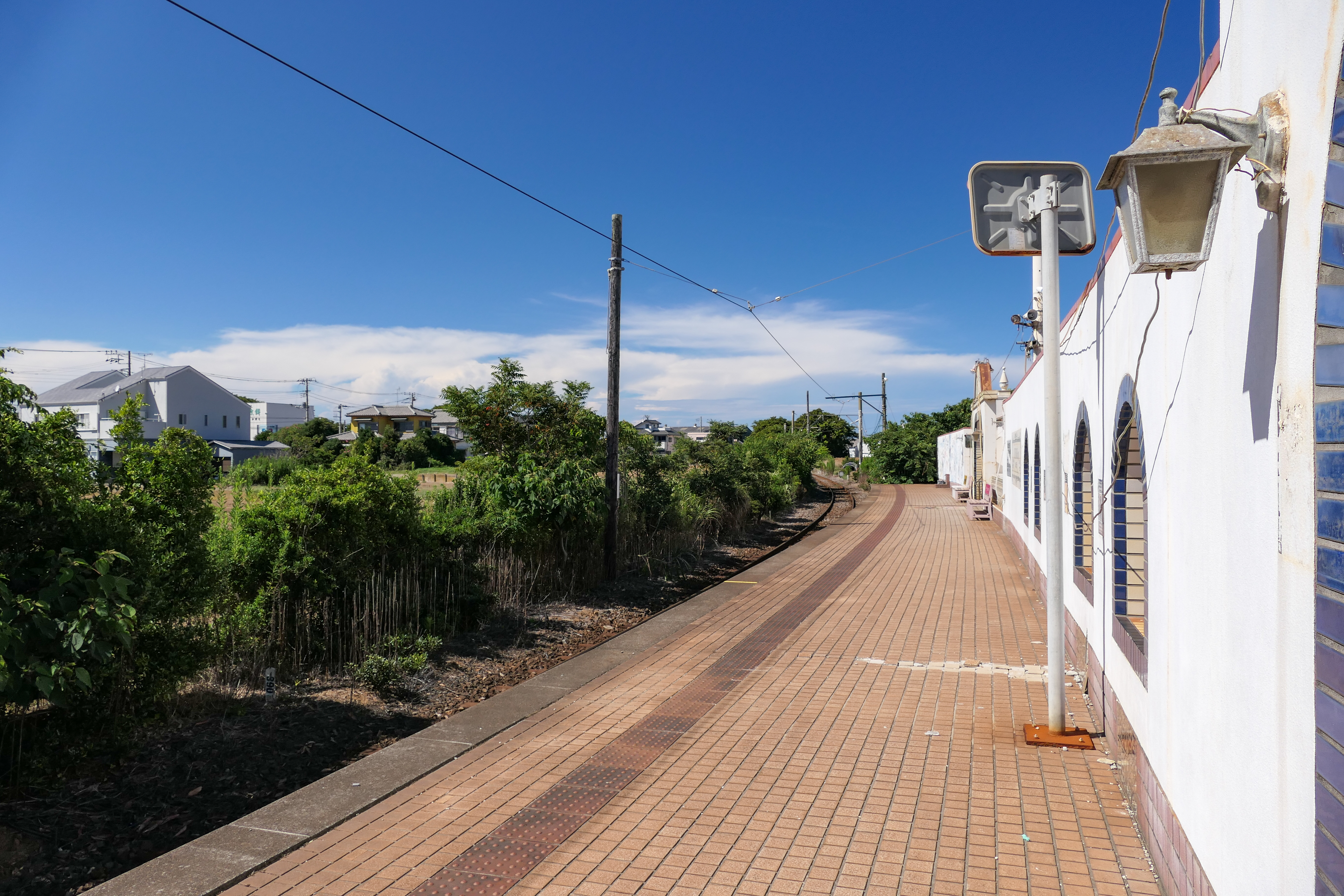
駅ホーム（2023年8月）
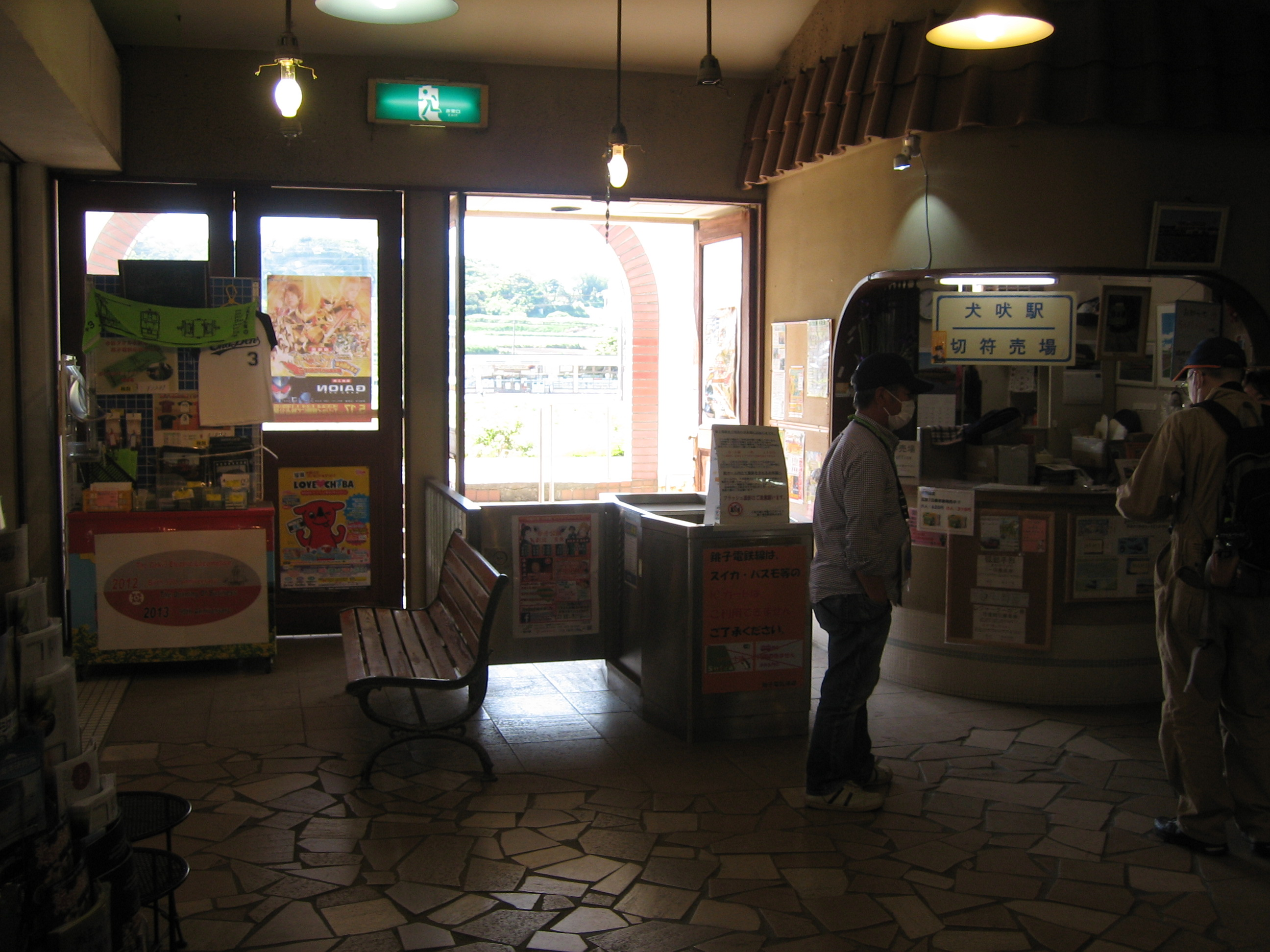
改札口（2014年5月）

## 利用状況
1日平均乗車人員 103人（2019年度）
近年の一日平均乗車人員推移は下表の通り。
| 年度   | 一日平均 乗車人員 |
| ------ | ----------------- |
| 2007年 | 304               |
| 2008年 | 238               |
| 2009年 | 197               |
| 2010年 | 158               |
| 2011年 | 103               |
| 2012年 | 126               |
| 2013年 | 123               |
| 2014年 | 117               |
| 2015年 | 118               |
| 2016年 | 125               |
| 2017年 | 134               |
| 2018年 | 114               |
| 2019年 | 103               |

## 駅周辺
観光地・観光施設が駅周辺に点在する。
- 千葉県道244号外川港線
- 千葉県道254号銚子公園線
- 千葉県道286号愛宕山公園線
- 犬吠埼
- 犬吠埼温泉
  - 元々犬吠埼の観光客向けに多数存在しているホテルの敷地内において、ボーリング掘削により湧出させたものであり、温泉郷としての歴史は新しい。オーシャンビューと、新鮮な海の幸が楽しめ人気を博している。日帰り入浴可。
- 犬吠埼灯台
  - 駅より徒歩約15分の灯台。関東地方最東端の地。岬の先端に位置する灯台は、世界灯台100選、日本の灯台50選に選定されている日本屈指の銘灯台である。参観灯台であり、灯台内の展望台や資料展示館に有料で入場可能である。周辺には遊歩道、文人（高浜虚子、尾張穂草、佐藤春夫）の石碑、飲食店が居並ぶ。離島、高所を除き、日本国内において最も早い初日の出を拝める場所としても有名で、元日早朝は多くの参拝客が訪れる。銚子電鉄はその参拝客輸送のため、大晦日から元日にかけて終夜運転を実施している。 また、東映が配給した映画作品のオープニング映像「荒磯に波」（東映#オープニングも参照）は、この灯台下の岩場にて撮影されたものであり[9]、岩場のことを「荒磯に波ロケ地」と呼ぶこともある[注釈 1][10]。
- 君ヶ浜
  - 日本の渚百選に選定された約1キロメートル（km）続く砂浜の海岸で、「関東舞子」とも呼ばれる。海岸に沿って君ヶ浜しおさい公園が造られている。波が高いので遊泳禁止の措置が取られている。
- 地球の丸く見える丘展望館
  - 駅より徒歩約20分。銚子半島の最高所、愛宕山の頂上に位置する有料展望台。銚子電鉄の弧廻手形（一日乗車券）で割引入場可。三方を海（太平洋）に囲まれている銚子の街並みや、屏風ヶ浦、風力発電の風車群、利根川の河口、畑の中を走る銚子電鉄などの他、空の澄んでいる日は富士山や筑波山も遠望できる。また、隣接して日比友愛の碑が建つ。
- 小畑池
  - 愛宕山から流れる湧き水を水源とする池。池の南側にある水源には「石尊様」と呼ばれる社がある。
- 満願寺
  - 1976年（昭和51年）に開創。坂東三十三箇所第27番札所飯沼観音・円福寺の奥の院。煌びやかな伽藍は電車からも良く目立つ。

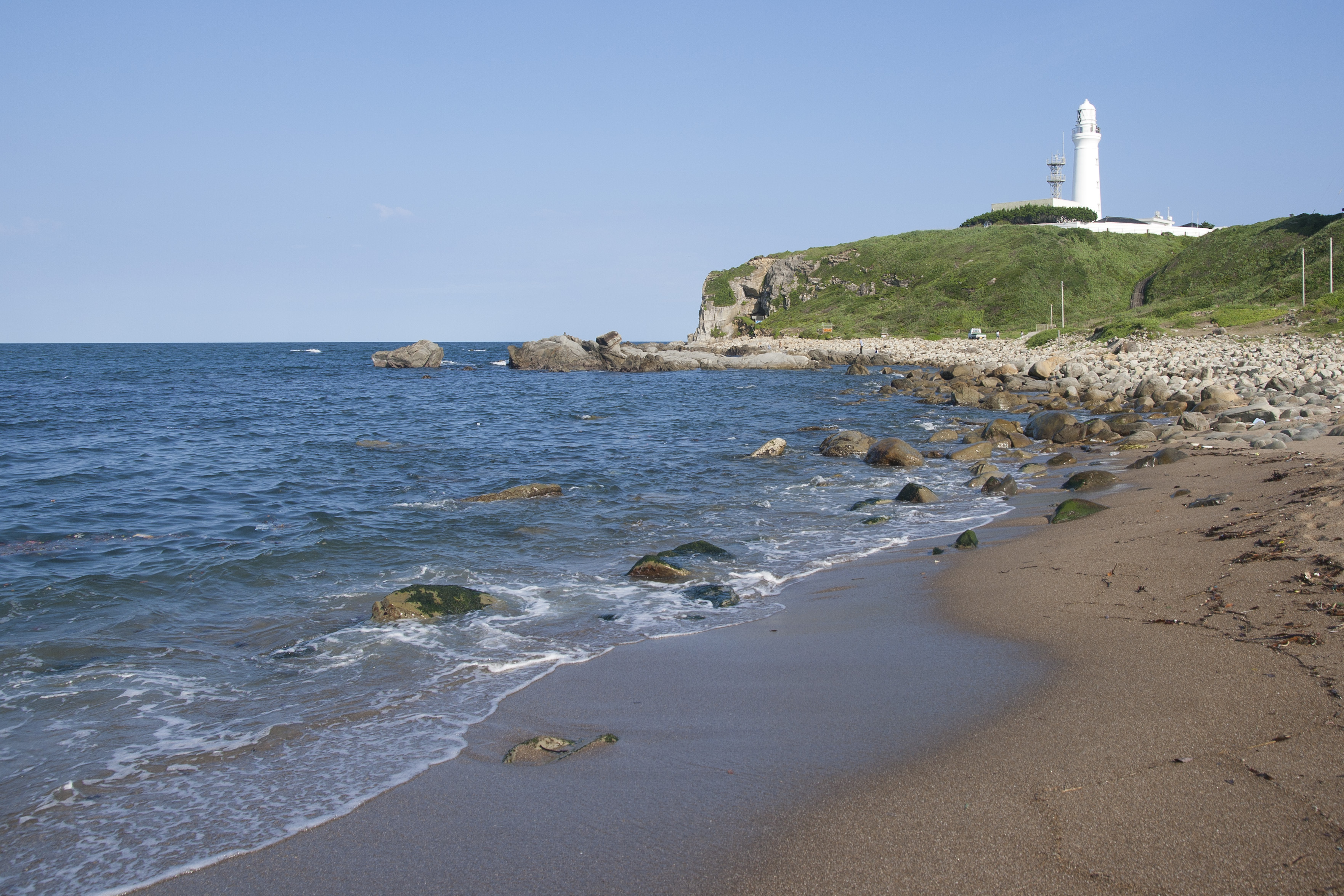
君ヶ浜と犬吠埼
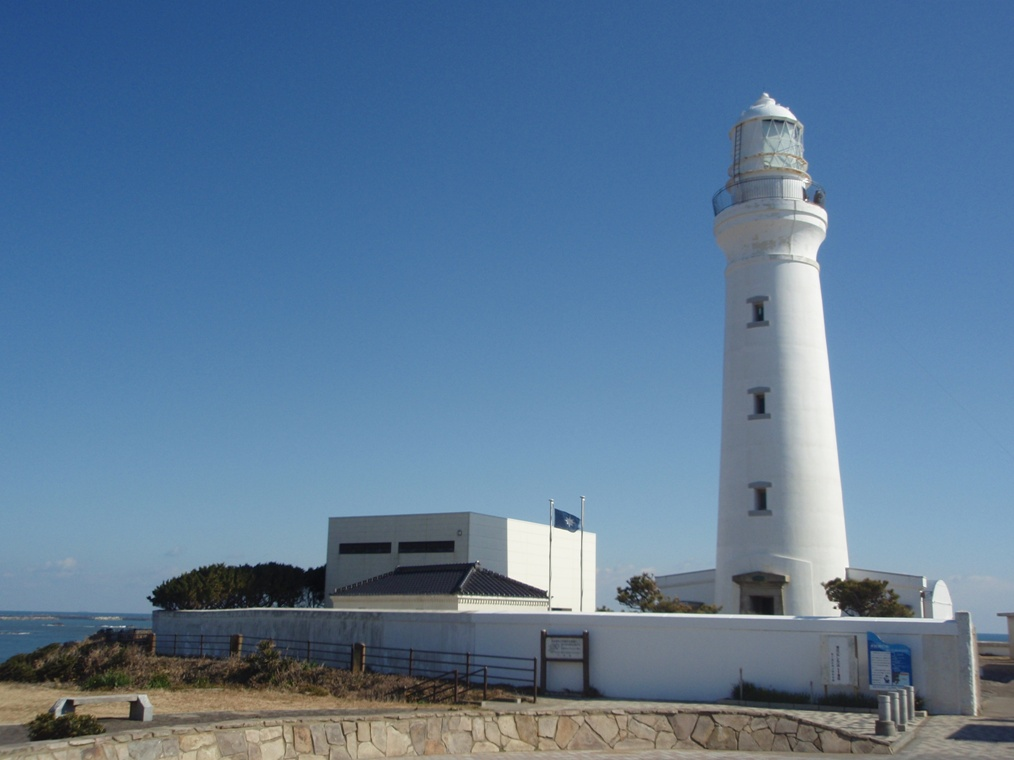
犬吠埼灯台

## バス路線
駅前を発着するバス路線は無い。かつては「岬めぐりシャトルバス」が運行されていたが、2019年3月31日をもって休止された。

## 隣の駅
銚子電気鉄道
■銚子電気鉄道線
君ヶ浜駅（CD08） - 犬吠駅（CD09） - 外川駅（CD10）